# Нижняя Бикберда
Ни́жняя Бикберда́ (баш. Түбәнге Бикбирҙе) — деревня в Зианчуринском районе Башкортостана, входит в состав Бикбауского сельсовета.

## Географическое положение
Расстояние до:
- районного центра (Исянгулово): 22 км,
- центра сельсовета (Трушино): 4 км,
- ближайшей ж/д станции (Саракташ): 82 км

## Население
| 1939 | 1959 | 1970 | 1979 | 1989 | 2002 | 2009 |
| ---- | ---- | ---- | ---- | ---- | ---- | ---- |
| 291  | ↗322 | ↗394 | ↘250 | ↘233 | ↗281 | ↗319 |
| 2010 |      |      |      |      |      |      |
| ↘268 |      |      |      |      |      |      |

Национальный состав
Согласно переписи 2002 года, преобладающая национальность — башкиры (98 %).

## Религия
В деревне есть мечеть Расима.

## Известные уроженцы
- Казакбаев, Филюз Хасанович (род. 1971) — танцовщик, балетмейстер, народный артист РБ (2008).
- Гималова Фануза Арслановна (Акбутина), 3.10.1957, учёный- химик-органик, доктор химических наук, профессор Института органической химии УНЦ РАН.